# Mr. Tambourine Man
| Оценки критиков | Оценки критиков |
| Источник        | Оценка          |
| --------------- | --------------- |
| AllMusic        | Без рейтинга    |

«Mr. Tambourine Man» — песня, написанная Бобом Диланом. Была записана им в 1965 году. Как сингл им не выпускалась. 
В исполнении группы The Byrds была выпущена в мае 1965 года как сингл и достигла 1 места в США.
В 2004 году журнал Rolling Stone поместил песню «Mr. Tambourine Man» в исполнении The Byrds на 79 место своего списка «500 величайших песен всех времён», а в исполнении Боба Дилана на 106 место. В списке 2011 года эти версии находятся, соответственно, на тоже 79-м и 107-м местах.
Также «Mr. Tambourine Man» вместе с ещё двумя песнями в исполнении группы Byrds — «Eight Miles High» и «Hickory Wind» — входит в составленный Залом славы рок-н-ролла список 500 Songs That Shaped Rock and Roll.
В 1998 году сингл группы The Byrds c этой песней (1965 год, Columbia Records) был принят в Зал славы премии «Грэмми», а в 2002 году туда приняли и трек Боба Дилана (тоже 1965 год, Columbia Records, но как сингл не выходил).
В своих мемуарах Сьюз Ротоло говорит, что Боб написал эту песню о одиноко проведенной ночи, после того как поругался с ней